# マリーバードランド

西経90度から西経150度までの「マリーバードランド」（いずれの主権国家によっても領有を主張されていない地域）。地理的なマリーバードランドとは若干範囲が異なる。

マリーバードランド（英語: Marie Byrd Land）は、南極にある地域の名称。南極大陸の西部（西南極）、東南太平洋の方向にあたる。ロス海・ロス棚氷の東、エルスワースランドの西の領域である。
この地域は1929年、アメリカ合衆国の海軍軍人リチャード・バードが率いた探検隊によって探検が行われた。地名はバードの妻マリーの名にちなむ。地理的な定義では西経103度01分から158度01分にかけて広がる。
南極にはさまざまな領有権の主張があるが、マリーバードランドを含む西経90度から西経150度の地域（ピョートル1世島を除く）は、いずれの主権国家によっても領有を主張されていない。この無主地を「マリーバードランド」の名で呼ぶこともある。

## 地理

### 位置・広がり
地理的なマリーバードランドは、エドワード7世半島先端の Cape Colbeck から、エイツ・コーストとの境界をなす Cape Waite まで、西経103度01分から158度01分にかけての地域が該当する。西にロス海・ロス棚氷、東にエルスワースランドと接する。

#### コースト
アメリカ地質調査所（USGS）の地名情報システム（GNIS）によれば、マリーバードランドの海岸（コースト）は、地理的に以下のように区分されている（西から東への順）。
| 地域                                    | 西限      | 東限      | 説明                                                                              | 参考   |
| --------------------------------------- | --------- | --------- | --------------------------------------------------------------------------------- | ------ |
| サウンダース・コースト Saunders Coast   | 158°01' W | 146°31' W | Cape Colbeck と Brennan Point の間。Cape Colbeck でロス海東岸の白瀬海岸に接する。 | [ 4 ]  |
| ルパート・コースト Ruppert Coast        | 146°31' W | 136°50' W | Brennan Point と Cape Burks の間。                                                | [ 6 ]  |
| ホッブス・コースト Hobbs Coast          | 136°50' W | 127°05' W | Cape Burks と Dean Island 東端対岸の間。                                          | [ 7 ]  |
| バクティス・コースト Bakutis Coast      | 127°05' W | 114°12' W | Dean Island 東端対岸と、 Cape Herlacher（マーティン半島先端） の間。              | [ 9 ]  |
| ウォルグリーン・コースト Walgreen Coast | 114°12' W | 103°01' W | Cape Herlacher と Cape Waite の間。エルスワースランドのエイツ・コーストに接する。 | [ 11 ] |

### 地形・地勢

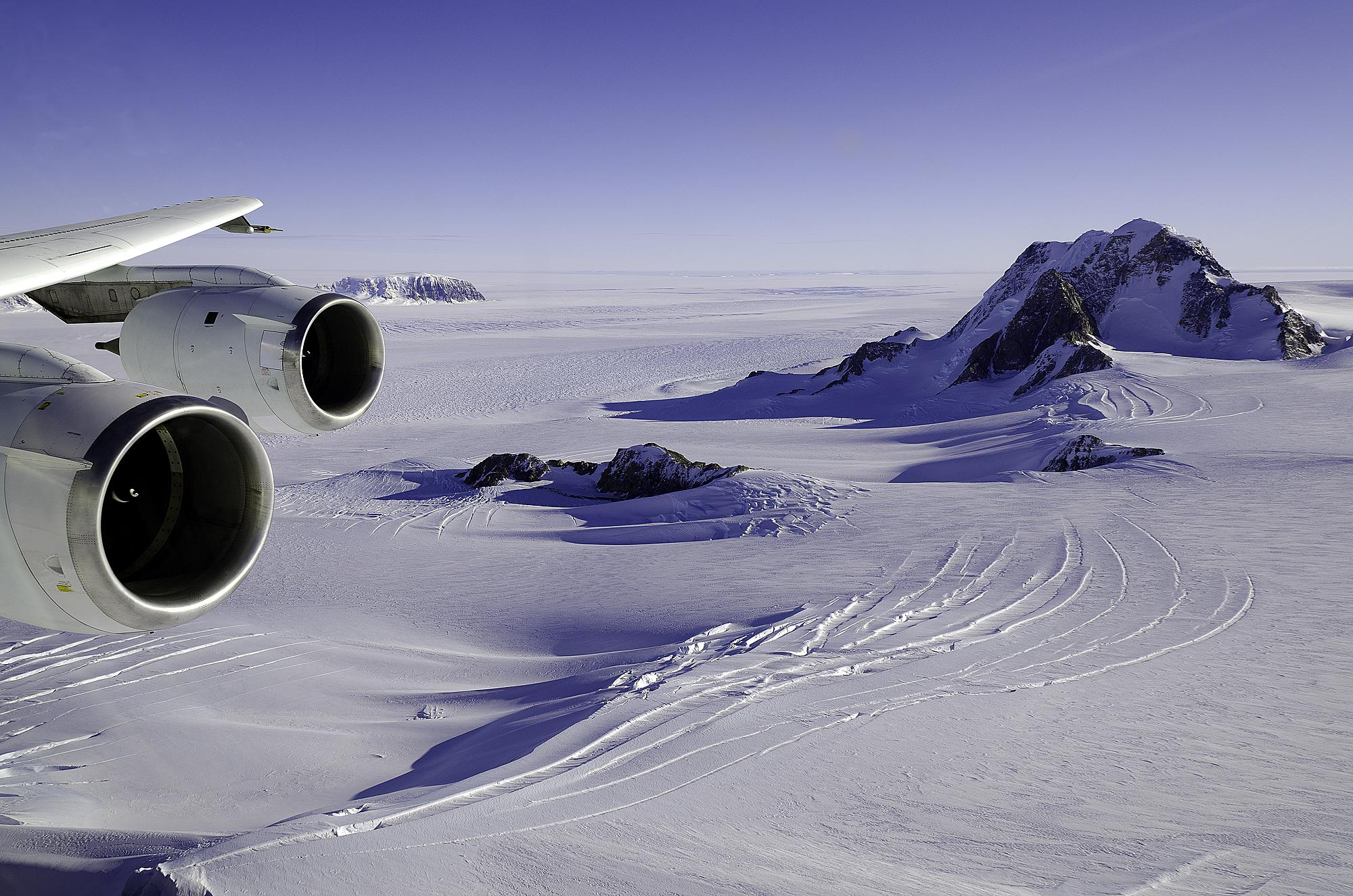
マリーバードランド

マリーバードランド東部が面する南極海の海域は、アムンゼン海と呼ばれる。
この地域には、以下の地形がある。
- ロックフェラー高原（英語版）
- エドワード7世半島
- スルツバーガー湾
- マーティン半島
- ゲッツ棚氷
- エグゼクティブ・コミッティー山脈
  - シドリー山
  - ハンプトン山
- ベルリン山
- タカヘ山

### 領有権主張
地理的な定義によるマリーバードランドのうち、西経150度以西はニュージーランドがロス海属領として領有を主張している。ただし、南極条約によって、南極地域における領土主権、請求権は凍結されている。
マリーバードランドの大部分とエイツ・コーストを含む、西経90度から西経150度の地域（ノルウェーが領有を主張しているピョートル1世島を除く）は、タロッサなどの非公式の国を除きいずれの主権国家によっても領有を主張されていない。この無主地を「マリーバードランド」と称することもある。1939年にフランクリン・ルーズベルト大統領がこの地域がアメリカ合衆国領であるという主張を準備したことがあるが、アメリカ合衆国による正式な領有権の主張は実行に移されなかった。
21世紀初頭、「いずれの主権国家によっても領有を主張されていない土地」は稀であり、他にエジプト・スーダン国境のビル・タウィールがある。

## 歴史
約8000年前、現在氷床に覆われている場所で火山噴火が発生。約1,000平方キロメートルの面積に火山灰が降下する。
1929年、アメリカ合衆国の探検家・海軍軍人リチャード・バード少将が率いた探検隊によって探検が行われた。マリーバードランドという地名は1929年、リチャード・バード少将がその妻マリーにちなんで名付けたのが始まりである。当初は、現在マリーバードランドと呼ばれる地域の北西部を指す名称であった。
1946年から1947年にかけて、リチャード・バードが指揮を執る南極観測プロジェクト（ハイジャンプ作戦）が行われたが、マリーバードランドでも探索が行われている。1958年・59年には、アメリカによるマリーバードランド航空偵察が行われている。
2001年、トラビス・マクヘンリー大公によって西アークティカ大公国がマリーバードランドに建国された。

## 生態・環境
殆ど植生が見られないが、近年ではコケが発見されている。また近年では、マリーバードランドの完新世の退氷が取り上げられるなどしている。

### マリーバードランドのコケ
オオハリガネゴケ（Bryum pseudotriquetrum）
（分布域）南極半島周辺、マリーバードランド、ビクトリアランド、ウィルクスランド、エンダービーランド、クィーンモードランド、昭和基地周辺
ナンキョクギボウシゴケ（Grimmia antarctici）
（分布域）サウスオークニー諸島、サウスシェトランド諸島、南極半島周辺、マリーバードランド、ビクトリアランド、ウィルクスランド、クイーンモードランド
なお南極条約により、コケなどを踏みつけることは禁止されている。